# Rei Harakami
Rei Harakami (原神 玲 Harakami Rei?, 10 de diciembre de 1970 – 27 de julio de 2011) fue un productor musical japonés. Nació en Hiroshima, pero vivió y trabajó en Kioto. Fue uno de los dos integrantes del dúo Yanokami junto a Akiko Yano.

## Biografía
Rei Harakami hizo su debut titulado Rei Harakami EP en 1997. Su primer álbum de estudio Unrest fue grabado en 1998. L esiguió Opa*q (1999), Red Curb (2001) y Lust (2005).
Murió el 27 de julio de 2011 a causa de una hemorragia cerebral.

## Discografía
Álbumes de estudio
- Unrest (1998)
- Opa*q (1999)
- Red Curb (2001)
- Lust (2005)
- Wasuremono (2006)
- The World of Kawagoe Rendezvous (2011) (con U-Zhaan)

Álbumes compilatorios
- Wide world (1990–1991)
- Small world: rei harakami selected works 1991–1993 (1991–1993)
- Trace of Red Curb (2001)
- Colors of the Dark (2006) (introduciendo Ikuko Harada)
- Asage: Selected Re-Mix & Re-Arrangement Works 1 (2009)
- Yūge: Selected Re-Mix & Re-Arrangement Works 2 (2009)

Bandas sonoras
- Tennen Kokekkō (2007)

EPs
- Rei Harakami EP (1997)
- November EP (1998)
- Blind / Swap EP (2000)
- Joy for Joy EP (2005)
- Evaporater EP (2006)

Singles
- "Red Curb Again" (2001)